# روبرت وود
روبرت وود (بالإنجليزية: Robert Wood)‏ هو عامل اجتماعي وسياسي بريطاني وأسترالي، ولد في 13 نوفمبر 1949 بغيتسهيد في المملكة المتحدة. حزبياً، نشط في Nuclear Disarmament Party ‏. وقد انتخب عضو مجلس الشيوخ الأسترالي ‏ عن دائرة نيوساوث ويلز ‏ (11 يوليو 1987 – 12 مايو 1988).